# Sarbel

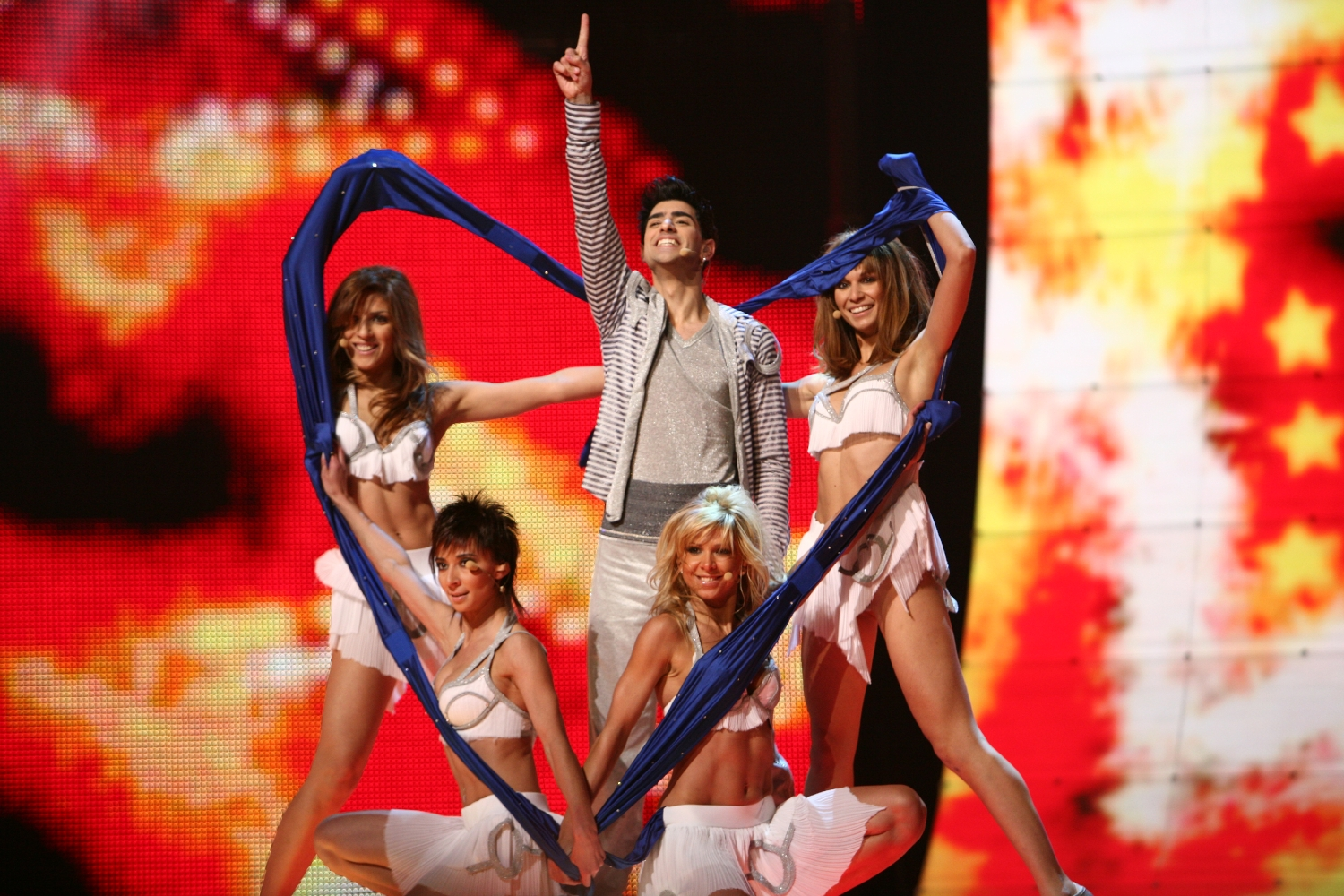
Sarbel framför Greklands bidrag i Helsingfors, 2007.

Sarbel eller Sarbel-Michael Maronitis (grekiska: Σαρμπέλ-Μιχαήλ Μαρονίτης arabiska: شربل-ميكائيل مارونيتيس), född den 14 maj 1981 i London, är en grekisk-libanesisk sångare.
Hans debutsingel heter Se Pira Sovara och med den blev han känd både i Grekland och på Cypern. Den 28 februari 2007 bestämdes att han skulle representera Grekland i Eurovision Song Contest 2007 som avgjordes i Helsingfors. Han vann den grekiska uttagningen med 39,69 % av rösterna, då han tävlade mot två andra om platsen. Han turnerade sedan runt i Europa och framförde den vinnande låten Yassou Maria. I Eurovision Song Contest slutade bidraget på sjunde plats med 139 poäng.